# Dick Schoenaker
Dirk "Dick" Hendrikus Schoenaker (født 30. november 1952 i Ede, Holland) er en tidligere hollandsk fodboldspiller (midtbane), der vandt sølv med det hollandske landshold ved VM i 1978.

## Karriere
Schoenaker spillede hele sin karriere i hjemlandet, hvor han var tilknyttet FC Wageningen, De Graafschap, Ajax, Twente og Vitesse. Længst tid tilbragte han hos Ajax, hvor han spillede i ni sæsoner, og nåede over 250 ligakampe. Her var han med til at vinde hele seks hollandske mesterskaber og to pokaltitler.
Schoenaker spillede desuden 13 kampe og scorede seks mål for Hollands landshold. Han var en del af den hollandske trup, der vandt sølv ved VM i 1978 i Argentina. Her spillede han dog kun én af hollændernes seks kampe, og var ikke på banen i finalenederlaget mod værtsnationen. Hans sidste landskamp var en VM-kvalifikationskamp på udebane mod Ungarn i foråret 1985.

## Titler
Æresdivisionen
- 1977, 1979, 1980, 1982, 1983 og 1985 med AFC Ajax

KNVB Cup
- 1979 og 1983 med AFC Ajax